# Dieta alcalina

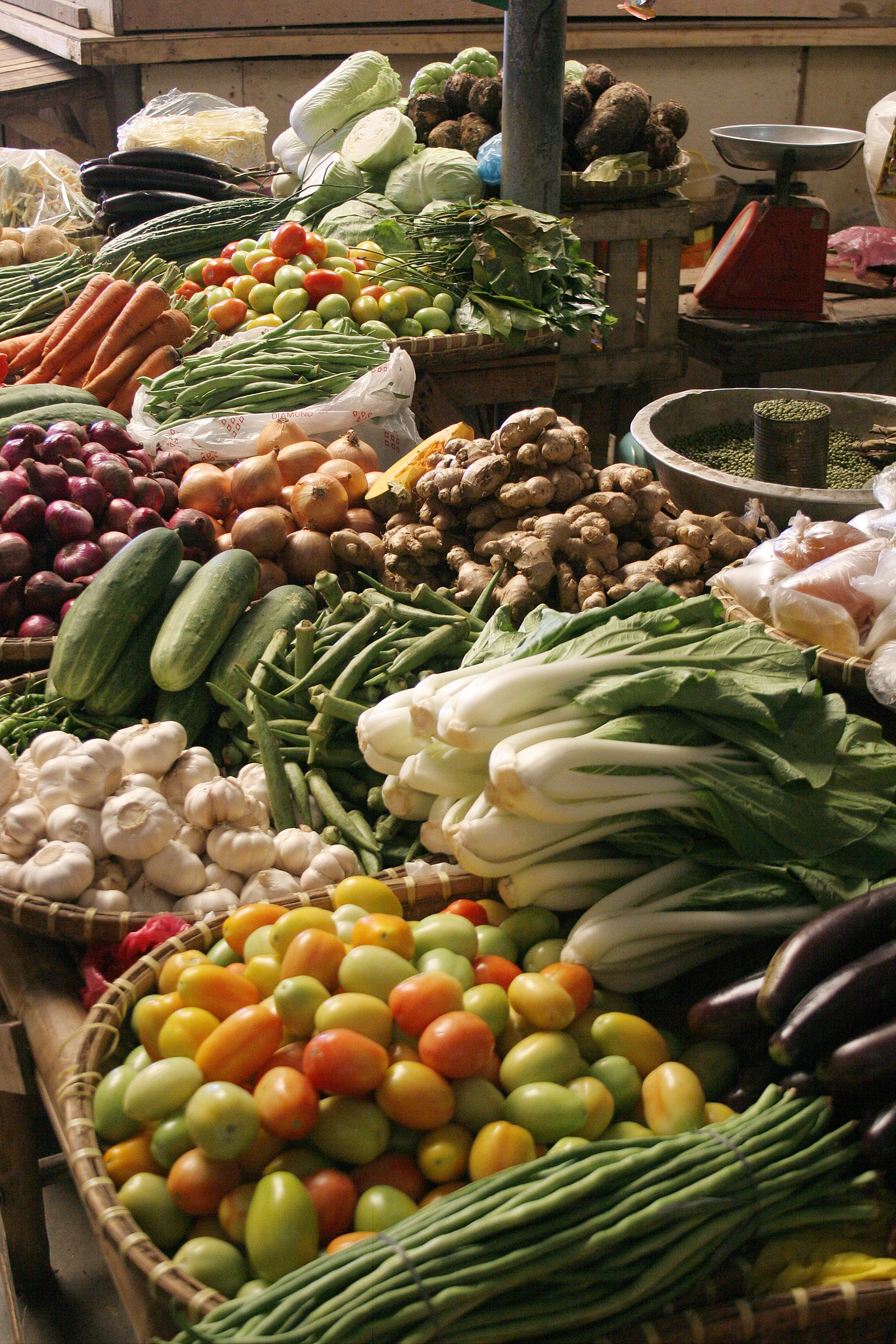
Verdura de hoja, allium y las verduras crucíferas son partes fundamentales de la dieta alcalina.

La dieta alcalina describe un grupo de dietas ligeramente relacionadas basadas en la creencia de que ciertos alimentos pueden afectar la acidez y el pH de los fluidos corporales, incluida la orina o la sangre, y por eso pueden ser usados para tratar y prevenir enfermedades. 
La relación entre la dieta y la homeostasis ácido-base, o la regulación del estado ácido-base del cuerpo, se ha estudiado durante décadas, aunque las aplicaciones médicas de esta hipótesis se han centrado en gran medida en el cambio de la acidez de la orina. Tradicionalmente, esta dieta ha abogado por evitar la carne, las aves, queso y granos con el fin de hacer que la orina sea más alcalina (pH más alto), cambiar el entorno de la orina para evitar infecciones del tracto urinario (ITU) recurrentes y cálculos renales (nefrolitiasis). Sin embargo, las dificultades para predecir eficazmente los efectos de esta dieta han llevado a medicamentos, en lugar de modificación de la dieta, como el método preferido de cambio de pH de la orina. La hipótesis "ceniza ácida" se ha considerado un factor de riesgo para la osteoporosis por varias publicaciones científicas, sin embargo, más recientemente, el peso de la evidencia científica disponible no apoya esta hipótesis.
El término "dieta alcalina" también ha sido utilizado por practicantes de medicina alternativa, con la propuesta de que tales dietas tratan o previenen el cáncer, enfermedades del corazón, bajos niveles de energía, así como otras enfermedades. Estas afirmaciones no están respaldadas por pruebas médicas y hacen suposiciones incorrectas sobre cómo funcionan las dietas alcalinas que son contrarias a la comprensión moderna de la fisiología humana.

## Aspectos médicos

### Composición dietética
De acuerdo con la hipótesis tradicional que subyace a esta dieta, carne, aves, queso, pescado, huevos y granos producen ceniza ácida; mientras que la ceniza alcalina es producida por las frutas y hortalizas, excepto los arándanos, ciruelas pasas y ciruelas. Ya que la designación de ceniza ácida o alcalina se basa en el residuo que queda tras la combustión en lugar de la acidez de los alimentos, los alimentos ácidos tales como frutas cítricas ácidos son considerados alcalinos en esta dieta.

### Hipótesis actuales
Se ha sugerido que las dietas altas en elementos "ceniza ácida" (productores de ácido) harán que el cuerpo trate de tamponar (o contrarrestar) cualquier carga de ácido adicional en el cuerpo mediante la descomposición ósea, dando lugar a huesos más débiles y un mayor riesgo para la osteoporosis. A la inversa, elementos "ceniza alcalina" (productores de base) hipotéticamente disminuirán el riesgo de osteoporosis. Esta hipótesis se ha propuesto en una declaración de postura de la Academia de Nutrición y Dietética estadounidense, en una publicación de la Academia Nacional de Ciencias de Estados Unidos, así como otras publicaciones científicas, que han declarado que los alimentos altos en potasio y magnesio, tales como frutas y verduras, pueden disminuir el riesgo de osteoporosis mediante el aumento de la producción de ceniza alcalina. Esta aceptación de la hipótesis de ceniza ácida como un importante factor de riesgo modificable de la osteoporosis por estas publicaciones, sin embargo, se hizo en gran parte sin una revisión crítica significativa mediante el análisis sistemático de alta calidad.
Se han publicado recientes revisiones sistemáticas que han analizado metódicamente el peso de la evidencia científica disponible y no han encontrado evidencia significativa para apoyar la hipótesis de ceniza ácido en lo que respecta a la prevención de la osteoporosis. Un metaanálisis de estudios sobre el efecto de la ingesta de fosfato dietético contradijo los resultados esperados bajo la hipótesis ceniza ácida con respecto al calcio en la orina y el metabolismo óseo. Este resultado sugiere que no se justifica el uso de esta dieta para prevenir la pérdida de calcio de los huesos. Otros metaanálisis que han investigado el efecto de la ingesta total de ácidos en la dieta tampoco hallaron evidencia de que la ingesta de ácido aumenta el riesgo de osteoporosis como se esperaría bajo esta hipótesis. Una revisión analizó los efectos de la ingesta de productos lácteos, los que hipotéticamente aumentan la carga ácida del cuerpo a través de fosfatos y componentes proteicos. Esta revisión no encontró evidencia significativa que sugiera que la ingesta de productos lácteos cause acidosis o aumente el riesgo de osteoporosis.
También se ha especulado que esta dieta puede tener un efecto sobre la pérdida de masa muscular, el metabolismo de la hormona del crecimiento o el dolor de espalda, aunque no hay pruebas concluyentes para confirmar estas hipótesis. En vista del envejecimiento de la población, puede valer la pena considerar los efectos de una dieta alcalina en la salud pública, aunque hay poca evidencia científica en esta área.

## Medicina alternativa
Los practicantes de la medicina alternativa que han promovido la dieta alcalina han abogado por su uso en el tratamiento de varias enfermedades médicas, incluido el cáncer. Estas ideas han sido promovidas principalmente en páginas web, revistas, correo directo y libros y se han dirigido principalmente a una audiencia lega. Si bien se ha propuesto que esta dieta puede ayudar a aumentar la energía, perder peso y tratar el cáncer y las enfermedades del corazón, no hay evidencia que apoye ninguna de estas afirmaciones. Esta versión de la dieta, además de evitar las carnes y otras proteínas, también aboga por evitar los alimentos procesados, el azúcar blanca, la harina blanca y la cafeína y puede también involucrar un ejercicio específico y regímenes nutricionales suplementarios.

### Evidencia científica
Los defensores de usos alternativos de una dieta alcalina proponen que, dado que el pH normal de la sangre es ligeramente alcalino, el objetivo de la dieta debe ser reflejar esto comiendo una dieta también alcalina. Estos defensores proponen que las dietas altas en elementos productores de ácido generalmente llevarán el cuerpo a volverse ácido, lo que puede fomentar la enfermedad. Este mecanismo propuesto, en el que la dieta puede cambiar significativamente la acidez de la sangre, va en contra de "todo lo que sabemos acerca de la química del cuerpo humano" y ha sido llamado un "mito" en un comunicado por el Instituto Estadounidense para la Investigación del Cáncer. A diferencia del nivel de pH en la orina, una dieta selectivamente alcalina no ha provocado un cambio sostenido en los niveles de pH de la sangre, ni ha proporcionado los beneficios clínicos declarados por sus partidarios. Debido a los mecanismos de regulación naturales del cuerpo, cuya función no requieren de una dieta especial, comer una dieta alcalina solo puede, a lo sumo, cambiar el pH de la sangre de manera mínima y transitoria.
Una propuesta similar por aquellos que defienden esta dieta sugiere que el cáncer crece en un ambiente ácido y que una adecuada dieta alcalina puede cambiar el entorno del cuerpo para tratar el cáncer. Según los detractores, esta propuesta ignora el hecho de que si bien el tejido maligno crece en un ambiente ácido, es el cáncer el que crea la acidez. El rápido crecimiento de las células cancerosas crea el ambiente ácido; el ambiente ácido no crea el cáncer. Además, sostienen que la propuesta también omite reconocer que es "virtualmente imposible" crear un entorno menos ácido en el cuerpo. De esta forma concluyen que regímenes dietéticos "extremos" como esta dieta tienen más riesgos que beneficios para los pacientes con cáncer.
Otros beneficios propuestos de comer una dieta alcalina tampoco están respaldadas por la evidencia científica. Aunque se ha propuesto que esta dieta aumentará la "energía" o tratar enfermedades cardiovasculares, no hay evidencia para apoyar estas afirmaciones. Una versión de esta dieta también ha sido promovida por Robert O. Young como un método de pérdida de peso en su libro El milagro del pH. De acuerdo con la Academia de Nutrición y Dietética estadounidense, partes de su dieta, tales como el énfasis en el consumo de verduras de hoja verde y el ejercicio probablemente sería saludable. Sin embargo, la "teoría oscura" en la que se basa su dieta y su dependencia en complicados regímenes de ayuno y suplementos alimenticios significa que esta dieta "no es una forma saludable de perder peso". También se ha propuesto que el ácido causa artritis reumatoidea y osteoartritis y que se puede utilizar una dieta alcalina para tratar estas enfermedades. No hay evidencia para apoyar esta propuesta.
Se ha propuesto medir la acidez urinaria o salival como una manera de medir el nivel de acidez del cuerpo y por ello el nivel de riesgo para las enfermedades. Sin embargo, no existe una correlación entre el pH urinario medido en "kits de prueba" domésticos y la acidez del cuerpo.

## Efectos adversos
Debido a que la dieta alcalina promueve la exclusión de ciertas familias de alimentos, podría dar lugar a una dieta menos equilibrada con el resultado de deficiencias de nutrientes como los ácidos grasos esenciales y los fitonutrientes. Muchos sitios web y libros que promueven esta dieta venden cursos de suplementos y alimentos; no debería ser necesario comprar ninguno de estos productos. El nivel de esfuerzo necesario para utilizar esta dieta se considera "alto", ya que hay muchos alimentos que deben ser excluidos en esta dieta.

## Historia
El papel de la dieta y su influencia en la acidez de la orina ha sido estudiado durante décadas, ya que los fisiólogos han estudiado el papel de los riñones en los mecanismos de regulación del cuerpo para controlar la acidez de los fluidos corporales. El biólogo francés Claude Bernard proporcionó la observación clásica de este efecto cuando descubrió que el cambio de la dieta de los conejos de una herbívora (principalmente vegetal) a una carnívora (principalmente carne) cambió la orina de más alcalino a más ácido. Estimuladas por estas observaciones, las investigaciones posteriores se centraron en las propiedades químicas y la acidez de los componentes de los restos de alimentos quemados en una bomba calorimétrica, descrita como ceniza. La "hipótesis de la ceniza dietética" propuso que estos alimentos, al metabolizarse, dejarían una "ceniza ácida" o "ceniza alcalina" similar en el cuerpo como los oxidados en la combustión.
Científicos de la nutrición comenzaron a perfeccionar esta hipótesis en el siglo XX, enfatizando el papel de las partículas con carga negativa (aniones) y partículas con carga positiva (cationes) en los alimentos. Se presumió que las dietas altas en cloruro, fosfato y sulfato (todos aniones) formarían ácido, mientras que las dietas altas en potasio, calcio y magnesio (todos cationes) formarían base. Otras investigaciones mostraron alimentos específicos, tales como arándanos, pasas y ciruelas tienen efectos inusuales sobre el pH de la orina. Si bien estos alimentos daban una ceniza alcalina en el laboratorio, contienen un ácido orgánico débil, ácido hipúrico, lo que causó que la orina realmente se volviera más ácida.

### Usos históricos
Históricamente, el uso médico de esta dieta se ha centrado en gran medida en la prevención de la recurrencia de cálculos renales, así como la prevención de las infecciones del tracto urinario recurrentes, al confiar en la capacidad reconocida de esta dieta para afectar el pH urinario. Hace años, se utilizó esta dieta para ajustar la acidez del medio ambiente urinario en que las piedras se forman e hipotéticamente podría ayudar a prevenir la formación de cálculos o el desarrollo de las infecciones urinarias. Sin embargo, los métodos analíticos que intentaron calcular con precisión los efectos de los alimentos sobre el pH urinario no eran precisos salvo en términos muy generales, lo que hace difícil el uso efectivo de esta dieta. Por ello los medicamentos, que pueden alterar de forma más fiable el pH de la orina, en lugar de la modificación de la dieta, han sido el tratamiento de elección cuando se trata de alterar el pH de la orina. Si bien ha habido mejoras recientes en el reconocimiento de las diferentes variables que pueden afectar la excreción de ácido en la orina, el nivel de detalle necesario para predecir el pH urinario basado en la dieta es todavía desalentador. Cálculos precisos requieren un conocimiento muy detallado de los componentes nutricionales de cada comida, así como la tasa de absorción de los nutrientes, lo que puede variar considerablemente de un individuo a otro, por lo que la estimación efectiva del pH de la orina todavía no es factible.

## Lectura adicional
«Top diets review for 2015». National Health Service Choices. Consultado el 22 de febrero de 2015.